# Citizens in Charge Foundation
La Fundación Citizens in Charge (en inglés: Citizens in Charge Foundation, acrónimo CiCF) es una organización no partidista y sin ánimo de lucro estadounidense  que aboga a favor de la democracia directa.  Fue fundada por el activista Paul Jacob,  quien se ha desempeñado como su presidente desde su fundación en 2001. 

## Historia
La fundación y otras entidades hermanas son organizaciones en defensa de la democracia directa. La fundación nació a iniciativa del activista Paul Jacob en 2001 y trabaja directamente con funcionarios públicos y votantes para proteger y difundir los derechos de las iniciativas electorales. Citizens in Charge y Citizens in Charge Foundation son organizaciones separadas, pero unidas por la figura de Jacob, pues Paul Jacob también se desempeña como presidente de Citizens in Charge. 

## Actividades
Una de sus primeras actividades fue la puesta en marcha en 2007 de la web Ballotpedia como recurso político para la transparencia y la democracia directa. 
En 2010, CiCF publicó un boletín de análisis político estado por estado de los Estados Unidos que evaluaba las restricciones y la accesibilidad que cada estado proporcionaba a las iniciativas electorales y los referendos dirigidos a los ciudadanos.  Ese mismo año, Citizens in Charge Foundation encargó a Pulse Opinion Research que realizara una encuesta para determinar el apoyo público a la iniciativa y al proceso de referendos.